# 洞源院
座標: 北緯38度24分38.4秒 東経141度22分16.8秒 / 北緯38.410667度 東経141.371333度洞源院（どうげんいん）は、宮城県石巻市渡波字仁田山に所在する曹洞宗寺院である。山号は、輝寶山と称する。本尊は平安時代に新羅国（朝鮮）から伝わった聖観世音菩薩金剛立像（石巻市指定文化財）である。

## 歴史
洞源院の起源は、1061年（康平4年）前九年の役没後、八幡太郎源義家公の開基により陣中の地である渡波山居に建立されたと伝えられている。この時今日に伝えられる持仏の守り本尊「聖観世音菩薩金剛立像」と一代尊「八幡大菩薩」とを安置し、恩讐を越え戦没者の鎮魂を願ったとされている。
源義家の家臣達数名が洞源院の所在した近くに居住を置き、源義家が軍旗と共に代々守ってきたとも伝えられている。昔はその浜を京ヶ浜と名乗っていたが、軍旗が虫に喰われ、このままでは先祖に申し訳が立たないということで、軍旗を焼き、灰にして軍旗の紫だったことから「紫明神」として奉ったことから、その浜を灰浜（あくばま）と呼ぶようになった。
現在はその社は灰浜の天災に際し、遷座して石巻市渡波に移っている。
洞源院は真言宗の明庵法印の開山で、途中天台宗にも変わり、1570年（元亀元年）梅溪寺（宮城県石巻市牧山所在）第6世通庵宗仲大和尚によって曹洞宗に改宗された古刹である。
改宗された当時、通庵宗仲大和尚は大本山總持寺の輪番住職を務めた後、洞源院を改宗した。第5世葉岩全祝大和尚までには七堂伽藍が整備され、禅道興隆の道場となる。
第6世聖山藝祝大和尚代の寛文年間（1661年～1672年）に円光庵（佐須浜）と威光庵（小竹浜）、第7世大通恵瑞大和尚代 1707年（宝栄4年）には柳光庵（祝田）が建立されたが、明治初年の廃仏毀釈により廃寺とされた。
江戸時代の伊達藩政には、石巻と江戸を御穀船（千石船）が盛んに往来するようになり、乗船員の航海安全のため、「八大竜王神」を勧請奉安して祈祷の道場としても栄え、広壮優麗な七堂伽藍を誇り大いに隆盛した。しかし、第22世南浦玉英大和尚代の1871年（明治4年）10月10日白昼火災のため、七堂伽藍がすべて焼尽してしまった。
この火災を機に、寺宝を近くの威光庵（小竹浜）へ移したとされるが、ここも火災に遭い焼失する。
その後、時代的背景も後押しし復興もままならず代を重ね、火災から100年が過ぎ、第29世輝峰秀丸大和尚代の1970年（昭和45年）より5ヶ年計画で、洞源院再建委員会を設立して風光明媚、山海秀麗な現在の渡波仁田山に遷座移転することとなり、1975年（昭和50年）4月8日竣工した折りに山号を柳沢山より輝寶山に変え、霊園を併設して輝寶山霊園とした。
第30世祖寶秀通大和尚代には代々の悲願である七堂伽藍を整備すべく、2000年（平成12年）10月10日、宮大工により室町様式の鐘楼門を竣工して現在に至る。

## 洞源院の寺灯
大本山永平寺（福井県永平寺町）  永平道元大和尚
　　　↓
　　大乗寺　（石川県金沢市） 　 　　徹通義介大和尚
　　　↓
大本山總持寺（神奈川県横浜市）  瑩山紹瑾大和尚
　　　↓
　　正法寺　（岩手県奥州市水沢区） 無底良韶大和尚
　　　↓
　　梅溪寺　（宮城県石巻市牧山）無尽天然大和尚
　　　↓
　　洞源院　（宮城県石巻市渡波）通庵宗仲大和尚

## 所在地
宮城県石巻市渡波字仁田山2番地

## 公共交通アクセス
- JR石巻線渡波駅下車、タクシーにて8分
- JR仙石線又は石巻線石巻駅下車、バスにて30分